# Karim Bagheri
Karim Bagheri (in persiano کريم باقری‎; Tabriz, 20 febbraio 1974) è un allenatore di calcio ed ex calciatore iraniano, di ruolo centrocampista.

## Caratteristiche tecniche
Considerato uno dei migliori giocatori iraniani di sempre e uno dei più forti e completi di tutti i tempi, Bagheri era un centrocampista dotato di eleganza tecnica e visione di gioco, capace di curare sia la fase difensiva che quella offensiva; nonostante il fisico compatto, disponeva di grande velocità palla al piede che, unita ad un ottimo dribbling, risultava molto efficace negli affondi in area di rigore. Sebbene fungesse principalmente da regista di centrocampo, era solito portarsi ben oltre la propria posizione, dirigendo le manovre d'attacco o fungendo da stopper per sventare le azioni avversarie. Rigorista affidabile ed ottimo battitore di calci di punizione, una delle sue caratteristiche più note era il tiro dalla distanza, potente e preciso; dotato di buona elevazione, disponeva di un eccellente stacco di testa.

## Carriera

### Club
Dopo aver giocato con varie squadre del suo paese, dal 1997 al 2000 gioca con i tedeschi dell'Arminia Bielefeld, in seguitò avrà una brevissima esperienza con gli inglesi del Charlton Athletic e poi una in Qatar nell'Al Sadd.
Dal 2002 ha fatto ritorno al Persepolis (dove aveva già giocato tra il '96 e il '97), di cui diventa capitano.

### Nazionale
Ha debuttato con la nazionale dell'Iran nel 1993 e nel 1997 è stato autore di 7 gol in una partita contro le Maldive. Ha partecipato al mondiale francesi del 1998. Dopo un'assenza di sei anni, nel 2008 è tornato ad indossare maglia della nazionale iraniana.

## Statistiche

### Cronologia presenze e reti in nazionale
| Cronologia completa delle presenze e delle reti in nazionale ― Iran | Cronologia completa delle presenze e delle reti in nazionale ― Iran | Cronologia completa delle presenze e delle reti in nazionale ― Iran | Cronologia completa delle presenze e delle reti in nazionale ― Iran | Cronologia completa delle presenze e delle reti in nazionale ― Iran | Cronologia completa delle presenze e delle reti in nazionale ― Iran | Cronologia completa delle presenze e delle reti in nazionale ― Iran | Cronologia completa delle presenze e delle reti in nazionale ― Iran |
| Data                                                                | Città                                                               | In casa                                                             | Risultato                                                           | Ospiti                                                              | Competizione                                                        | Reti                                                                | Note                                                                |
| ------------------------------------------------------------------- | ------------------------------------------------------------------- | ------------------------------------------------------------------- | ------------------------------------------------------------------- | ------------------------------------------------------------------- | ------------------------------------------------------------------- | ------------------------------------------------------------------- | ------------------------------------------------------------------- |
| 6-6-1993                                                            | Tehran                                                              | Iran                                                                | 5 – 0                                                               | Pakistan                                                            | Amichevole                                                          | 1                                                                   |                                                                     |
| 8-6-1993                                                            | Tehran                                                              | Iran                                                                | 2 – 1                                                               | Turkmenistan                                                        | Amichevole                                                          | -                                                                   |                                                                     |
| 13-6-1993                                                           | Tehran                                                              | Iran                                                                | 1 – 0                                                               | Tagikistan                                                          | Amichevole                                                          | 1                                                                   |                                                                     |
| 15-6-1993                                                           | Tehran                                                              | Iran                                                                | 2 – 1                                                               | Oman                                                                | Amichevole                                                          | 2                                                                   |                                                                     |
| 23-6-1993                                                           | Tehran                                                              | Iran                                                                | 0 – 0                                                               | Cina                                                                | Amichevole                                                          | -                                                                   |                                                                     |
| 2-7-1993                                                            | Damasco                                                             | Siria                                                               | 0 – 1                                                               | Iran                                                                | Qual. Mondiali 1994                                                 | -                                                                   |                                                                     |
| 4-7-1993                                                            | Tehran                                                              | Iran                                                                | 6 – 0                                                               | Taiwan                                                              | Qual. Mondiali 1994                                                 | 1                                                                   |                                                                     |
| 6-7-1993                                                            | Bangkok                                                             | Birmania                                                            | 1 – 1                                                               | Iran                                                                | Qual. Mondiali 1994                                                 | -                                                                   |                                                                     |
| 16-10-1993                                                          | Doha                                                                | Qatar                                                               | 0 – 3                                                               | Iran                                                                | Qual. Mondiali 1994                                                 | -                                                                   |                                                                     |
| 3-10-1994                                                           | Hiroshima                                                           | Bahrein                                                             | 0 – 0                                                               | Iran                                                                | Amichevole                                                          | -                                                                   |                                                                     |
| 5-10-1994                                                           | Tehran                                                              | Iran                                                                | 1 – 1                                                               | Turkmenistan                                                        | Amichevole                                                          | 1                                                                   |                                                                     |
| 7-10/1994                                                           | Pechino                                                             | Cina                                                                | 1 – 0                                                               | Iran                                                                | Amichevole                                                          | -                                                                   |                                                                     |
| 9-10-1994                                                           | Tehran                                                              | Iran                                                                | 4 – 0                                                               | Yemen                                                               | Amichevole                                                          | -                                                                   |                                                                     |
| 25-4-1996                                                           | Ashgabat                                                            | Turkmenistan                                                        | 1 – 1                                                               | Iran                                                                | Amichevole                                                          | 1                                                                   |                                                                     |
| 29-4-1996                                                           | Tehran                                                              | Iran                                                                | 2 – 1                                                               | Cambogia                                                            | Amichevole                                                          | -                                                                   |                                                                     |
| 17-5-1996                                                           | Tabriz                                                              | Qatar                                                               | 0 – 2                                                               | Iran                                                                | Amichevole                                                          | -                                                                   |                                                                     |
| 10-6-1996                                                           | Tehran                                                              | Iran                                                                | 8 – 0                                                               | Nepal                                                               | Qual. Coppa d'Asia 1996                                             | 2                                                                   |                                                                     |
| 12-6-1996                                                           | Tehran                                                              | Iran                                                                | 7 – 0                                                               | Ceylon                                                              | Qual. Coppa d'Asia 1996                                             | 1                                                                   |                                                                     |
| 14-6-1996                                                           | Tehran                                                              | Iran                                                                | 2 – 0                                                               | Oman                                                                | Qual. Coppa d'Asia 1996                                             | -                                                                   |                                                                     |
| 17-6-1996                                                           | Mascate                                                             | Ceylon                                                              | 0 – 4                                                               | Iran                                                                | Qual. Coppa d'Asia 1996                                             | 3                                                                   |                                                                     |
| 19-6-1996                                                           | Katmandu                                                            | Nepal                                                               | 0 – 4                                                               | Iran                                                                | Qual. Coppa d'Asia 1996                                             | 2                                                                   |                                                                     |
| 21-6-1996                                                           | Mascate                                                             | Oman                                                                | 1 – 2                                                               | Iran                                                                | Qual. Coppa d'Asia 1996                                             | 1                                                                   |                                                                     |
| 4-10-1996                                                           | Kuwait City                                                         | Kuwait                                                              | 0 – 1                                                               | Iran                                                                | Amichevole                                                          | -                                                                   |                                                                     |
| 25-11-1996                                                          | Tehran                                                              | Iran                                                                | 0 – 1                                                               | Giappone                                                            | Amichevole                                                          | -                                                                   |                                                                     |
| 5-12-1996                                                           | Dunai                                                               | Iran                                                                | 1 – 2                                                               | Iraq                                                                | Coppa d'Asia 1996 - 1º turno                                        | -                                                                   |                                                                     |
| 8-12-1996                                                           | Dunai                                                               | Thailandia                                                          | 1 – 3                                                               | Iran                                                                | Coppa d'Asia 1996 - 1º turno                                        | -                                                                   |                                                                     |
| 11-12-1996                                                          | Dubai                                                               | Arabia Saudita                                                      | 0 – 3                                                               | Iran                                                                | Coppa d'Asia 1996 - 1º turno                                        | 1                                                                   |                                                                     |
| 16-12-1996                                                          | Abu Dhabi                                                           | Corea del Sud                                                       | 2 – 6                                                               | Iran                                                                | Coppa d'Asia 1996 - Quarti di finale                                | 1                                                                   |                                                                     |
| 18-12-1996                                                          | Abu Dhabi                                                           | Iran                                                                | 0 – 0 (3 - 4 dtr)                                                   | Arabia Saudita                                                      | Coppa d'Asia 1996 - Semifinale                                      | -                                                                   |                                                                     |
| 23-12-1996                                                          | Abu Dhabi                                                           | Iran                                                                | 1 – 1 (3- 2 dtr)                                                    | Kuwait                                                              | Coppa d'Asia 1996 - Finale 3º posto                                 | -                                                                   |                                                                     |
| 2-6-1997                                                            | Damasco                                                             | Iran                                                                | 17 – 0                                                              | Maldive                                                             | Amichevole                                                          | 4                                                                   |                                                                     |
| 4-6-1997                                                            | Tehran                                                              | Iran                                                                | 6 – 0                                                               | Azerbaigian                                                         | Amichevole                                                          | 2                                                                   |                                                                     |
| 6-6-1997                                                            | Damasco                                                             | Siria                                                               | 1 – 0                                                               | Iran                                                                | Amichevole                                                          | -                                                                   |                                                                     |
| 9-6-1997                                                            | Tehran                                                              | Iran                                                                | 3 – 1                                                               | Cina                                                                | Qual. Mondiali 1998                                                 | 1                                                                   |                                                                     |
| 11-6-1997                                                           | Tehran                                                              | Iran                                                                | 9 – 0                                                               | Maldive                                                             | Qual. Mondiali 1998                                                 | 2                                                                   |                                                                     |
| 17-8-1997                                                           | Toronto                                                             | Canada                                                              | 0 – 1                                                               | Iran                                                                | Amichevole                                                          | 1                                                                   |                                                                     |
| 13-9-1997                                                           | Pechino                                                             | Cina                                                                | 2 – 3                                                               | Iran                                                                | Amichevole                                                          | 1                                                                   |                                                                     |
| 19-9-1997                                                           | Tehran                                                              | Iran                                                                | 1 – 1                                                               | Arabia Saudita                                                      | Amichevole                                                          | 1                                                                   |                                                                     |
| 26-9-1997                                                           | Kuwait City                                                         | Kuwait                                                              | 1 – 1                                                               | Iran                                                                | Amichevole                                                          | 1                                                                   |                                                                     |
| 3-10-1997                                                           | Tehran                                                              | Iran                                                                | 3 – 0                                                               | Qatar                                                               | Amichevole                                                          | 2                                                                   |                                                                     |
| 17-10-1997                                                          | Tehran                                                              | Iran                                                                | 3 – 1                                                               | Israele                                                             | Amichevole                                                          | 1                                                                   |                                                                     |
| 24-10-1997                                                          | Riyadh                                                              | Arabia Saudita                                                      | 1 – 0                                                               | Iran                                                                | Qual. Mondiali 1998                                                 | -                                                                   |                                                                     |
| 31-10-1997                                                          | Tehran                                                              | Iran                                                                | 0 – 0                                                               | Kuwait                                                              | Qual. Mondiali 1998                                                 | -                                                                   |                                                                     |
| 7-11-1997                                                           | Doha                                                                | Qatar                                                               | 2 – 0                                                               | Iran                                                                | Qual. Mondiali 1998                                                 | -                                                                   |                                                                     |
| 29-11-1997                                                          | Melbourne                                                           | Australia                                                           | 2 – 2                                                               | Iran                                                                | Qual. Mondiali 1998                                                 | 1                                                                   |                                                                     |
| 3-6-1998                                                            | Fiume                                                               | Croazia                                                             | 2 – 0                                                               | Iran                                                                | Amichevole                                                          | -                                                                   |                                                                     |
| 14-6-1998                                                           | Saint-Étienne                                                       | Jugoslavia                                                          | 1 – 0                                                               | Iran                                                                | Mondiali 1998 - 1º turno                                            | -                                                                   |                                                                     |
| 21-6-1998                                                           | Lione                                                               | Iran                                                                | 2 – 1                                                               | Stati Uniti                                                         | Mondiali 1998 - 1º turno                                            | -                                                                   |                                                                     |
| 25-6-1998                                                           | Montpellier                                                         | Iran                                                                | 0 – 2                                                               | Germania                                                            | Mondiali 1998 - 1º turno                                            | -                                                                   |                                                                     |
| 5-12-1998                                                           | Tehran                                                              | Iran                                                                | 5 – 0                                                               | Cipro                                                               | Amichevole                                                          | -                                                                   |                                                                     |
| 8-12-1998                                                           | Quito                                                               | Ecuador                                                             | 3 – 1                                                               | Iran                                                                | Amichevole                                                          | -                                                                   |                                                                     |
| 10-12-1998                                                          | Tehran                                                              | Iran                                                                | 2 – 0                                                               | Australia                                                           | Amichevole                                                          | 1                                                                   |                                                                     |
| 12-12-1998                                                          | Tehran                                                              | Iran                                                                | 1 – 1                                                               | Palestina                                                           | Amichevole                                                          | 1                                                                   |                                                                     |
| 15-12-1998                                                          | Baku                                                                | Azerbaigian                                                         | 1 – 3                                                               | Iran                                                                | Amichevole                                                          | -                                                                   |                                                                     |
| 21-12-1998                                                          | Tehran                                                              | Iran                                                                | 0 – 1                                                               | Cina                                                                | Amichevole                                                          | -                                                                   |                                                                     |
| 27-12-1998                                                          | Tehran                                                              | Iran                                                                | 2 – 0                                                               | Kuwait                                                              | Amichevole                                                          | 1                                                                   |                                                                     |
| 4-2-2000                                                            | Kuwait City                                                         | Spagna                                                              | 3 – 0                                                               | Iran                                                                | Amichevole                                                          | -                                                                   |                                                                     |
| 31-3-2000                                                           | Aleppo                                                              | Iran                                                                | 8 – 0                                                               | Tahiti                                                              | Qual. Coppa d'Asia 2000                                             | -                                                                   |                                                                     |
| 2-4-2000                                                            | Aleppo                                                              | Siria                                                               | 0 – 1                                                               | Iran                                                                | Qual. Coppa d'Asia 2000                                             | -                                                                   |                                                                     |
| 4-4-2000                                                            | Tokyo                                                               | Giappone                                                            | 2 – 0                                                               | Iran                                                                | Qual. Coppa d'Asia 2000                                             | -                                                                   |                                                                     |
| 9-4-2000                                                            | Tehran                                                              | Iran                                                                | 3 – 0                                                               | Bahrein                                                             | Qual. Coppa d'Asia 2000                                             | -                                                                   |                                                                     |
| 7-6-2000                                                            | Il Cairo                                                            | Egitto                                                              | 1 – 1                                                               | Iran                                                                | Amichevole                                                          | 1                                                                   |                                                                     |
| 9-6-2000                                                            | Skopje                                                              | Macedonia                                                           | 0 – 3                                                               | Iran                                                                | Amichevole                                                          | 1                                                                   |                                                                     |
| 12-10-2000                                                          | Beirut                                                              | Libano                                                              | 0 – 4                                                               | Iran                                                                | Coppa d'Asia 2000 - 1º turno                                        | 1                                                                   |                                                                     |
| 15-10-2000                                                          | Beirut                                                              | Thailandia                                                          | 1 – 1                                                               | Iran                                                                | Coppa d'Asia 2000 - 1º turno                                        | 1                                                                   |                                                                     |
| 18-10-2000                                                          | Sidone                                                              | Iran                                                                | 1 – 0                                                               | Iraq                                                                | Coppa d'Asia 2000 - 1º turno                                        | -                                                                   |                                                                     |
| 23-10-2000                                                          | Tripoli                                                             | Iran                                                                | 1 – 2                                                               | Corea del Sud                                                       | Coppa d'Asia 2000 - Quarti di finale                                | -                                                                   |                                                                     |
| 24-11-2000                                                          | Tabriz                                                              | Guam                                                                | 0 – 13                                                              | Iran                                                                | Amichevole                                                          | 2                                                                   |                                                                     |
| 28-11-2000                                                          | Tehran                                                              | Iran                                                                | 2 – 1                                                               | Tagikistan                                                          | Amichevole                                                          | 1                                                                   |                                                                     |
| 8-8-2001                                                            | Tehran                                                              | Iran                                                                | 5 – 2                                                               | Qatar                                                               | Amichevole                                                          | 2                                                                   |                                                                     |
| 11-8-2001                                                           | Sarajevo                                                            | Bosnia ed Erzegovina                                                | 0 – 4                                                               | Iran                                                                | Amichevole                                                          | -                                                                   |                                                                     |
| 14-9-2001                                                           | Tehran                                                              | Iran                                                                | 0 – 0                                                               | Bahrein                                                             | Qual. Mondiali 2002                                                 | -                                                                   |                                                                     |
| 28-9-2001                                                           | Riyadh                                                              | Arabia Saudita                                                      | 2 – 2                                                               | Iran                                                                | Qual. Mondiali 2002                                                 | -                                                                   |                                                                     |
| 5-10-2001                                                           | Tehran                                                              | Iran                                                                | 1 – 0                                                               | Giappone                                                            | Qual. Mondiali 2002                                                 | -                                                                   |                                                                     |
| 12-10-2001                                                          | Baghdad                                                             | Iraq                                                                | 1 – 2                                                               | Iran                                                                | Qual. Mondiali 2002                                                 | -                                                                   |                                                                     |
| 21-10-2001                                                          | Tehran                                                              | Iran                                                                | 3 – 1                                                               | Camerun                                                             | Amichevole                                                          | -                                                                   |                                                                     |
| 25-10-2001                                                          | Tunisi                                                              | Tunisia                                                             | 1 – 1                                                               | Iran                                                                | Amichevole                                                          | 1                                                                   |                                                                     |
| 31-10-2001                                                          | Haifa                                                               | Israele                                                             | 1 – 3                                                               | Iran                                                                | Amichevole                                                          | 1                                                                   |                                                                     |
| 10-11-2001                                                          | Dublino                                                             | Irlanda                                                             | 2 – 0                                                               | Iran                                                                | Amichevole                                                          | -                                                                   |                                                                     |
| 15-11-2001                                                          | Tehran                                                              | Iran                                                                | 1 – 0                                                               | Norvegia                                                            | Amichevole                                                          | -                                                                   |                                                                     |
| 9-11-2008                                                           | Doha                                                                | Qatar                                                               | 0 – 1                                                               | Iran                                                                | Amichevole                                                          | -                                                                   |                                                                     |
| 19-11-2008                                                          | Dubai                                                               | Emirati Arabi Uniti                                                 | 1 – 1                                                               | Iran                                                                | Qual. Mondiali 2010                                                 | 1                                                                   |                                                                     |
| 9-1-2009                                                            | Tehran                                                              | Iran                                                                | 3 – 1                                                               | Cina                                                                | Amichevole                                                          | 1                                                                   |                                                                     |
| 14-1-2009                                                           | Tehran                                                              | Iran                                                                | 6 – 0                                                               | Singapore                                                           | Qual. Coppa d'Asia 2011                                             | 1                                                                   |                                                                     |
| 28-1-2009                                                           | Bangkok                                                             | Thailandia                                                          | 0 – 0                                                               | Iran                                                                | Qual. Coppa d'Asia 2011                                             | -                                                                   |                                                                     |
| 11-2-2009                                                           | Tehran                                                              | Iran                                                                | 1 – 1                                                               | Indonesia                                                           | Qual. Coppa d'Asia 2011                                             | -                                                                   |                                                                     |
| 10-10-2009                                                          | Abu Dhabi                                                           | Brasile                                                             | 3 – 0                                                               | Iran                                                                | Amichevole                                                          | -                                                                   |                                                                     |
| Totale                                                              |                                                                     | Presenze                                                            | 87                                                                  |                                                                     | Reti (4º posto)                                                     | 50                                                                  |                                                                     |

## Palmarès

### Club

#### Competizioni nazionali
- Campionato iraniano: 2

Persepolis: 1996-1997, 2007-2008
- Coppa dell'Iran: 1

Persepolis: 2009-2010
- Campionato tedesco di seconda divisione: 1

Arminia Bielefeld: 1998-1999